# 405 هـ
405 هـ هي سنة في التقويم الهجري امتدت مقابلةً في التقويم الميلادي بين سنتي 1014 و1015.

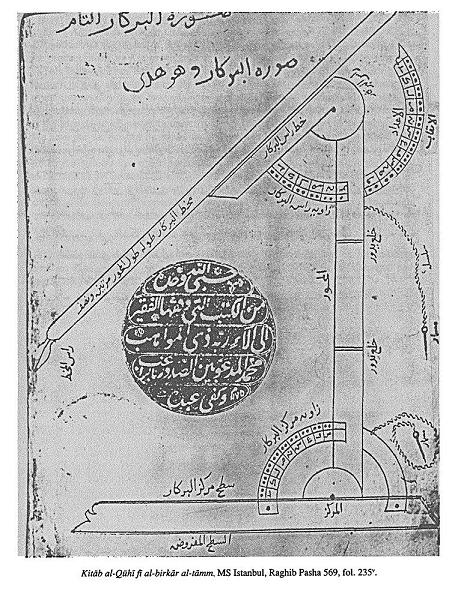
نقش لبوصلة أبي سهل القوهي المثالية لرسم القطوع المخروطية.

## مواليد
- 1 محرم، الخلعي

## وفيات
- أبو عبد الله الحاكم النيسابوري
- أبو علي الدقاق
- ابن كج
- أبو سهل القوهي
- الحاكم النيسابوري

- 3 شوال، ابن نباتة السعدي، شاعر بغدادي.